# The New Leader
The New Leader är det första soloalbumet från DJ Starscream. Albumet innehåller främst DJ Starscreams remix arbete med N20 artisten Rob Gee, och var producerad av General Malice, N8LOC och ODG. Albumet släpptes den 22 juni 2006 i Japan och den 29 augusti 2006 i USA. Titeln refererar till en sak som Decepticon Starscream i filmen Transformers.

## Låtlista
1. Introducing The New Leader ft. Beastie Boys och Mix Master Mike
2. Deadman Remix ft. Smorgas
3. Step To These
4. Sword Sharpening Remix ft. Shannon Mitchell
5. FFwd Rew
6. Rough This Year
7. Kyukyoku (Fight) Remix ft. Smorgas
8. Riot in NY Remix ft. Rob Gee
9. Twinpusher
10. Come On Remix ft. Anthony B
11. Swaying Vio-lyn
12. LA Headspace ft. James Root

## Personal
- DJ Starscream - Turntables, Sampling, Piano, Nord Lead 2X, Laptop, Producer

Gästpersonal
- Beastie Boys
- Mix Master Mike
- Smorgas
- Shannon Mitchell
- Rob Gee
- Anthony B
- James Root

Produktion
- N8LOC Shimizu
- Neil Clouser - Mastering